# Colzano
Colzano (Colzan in dialetto brianzolo, AFI: [kulˈtsãː]) è una frazione geografica del comune italiano di Veduggio con Colzano posta a ovest del centro abitato, verso Capriano.

## Storia
Colzano fu un antico comune del Milanese, che condivise sempre con Veduggio un'unica parrocchia.
Registrato agli atti del 1751 come un villaggio di soli 160 abitanti saliti però a 279 nel 1771 con l'unità Tremolada, con l'arrivo dei rivoluzionari francesi subì un breve periodo di convulse modifiche amministrative.
Riportato sotto Milano alla proclamazione del Regno d'Italia nel 1805, Colzano risultava avere 290 abitanti. Nel 1809 il municipio fu soppresso su risultanza di un regio decreto di Napoleone che lo unì per la prima volta a Veduggio e poi, nel 1811, a Renate, ma il Comune di Colzano fu restaurato nel 1816 dagli austriaci dopo il loro ritorno. Nel 1853 risultò essere popolato da 555 anime salite a 626 nel 1861. Il municipio ebbe comunque breve vita perché fu uno dei primi in Italia cui venne applicata la Legge Lanza del 1865 che prevedeva la riduzione del numero dei comuni, e Colzano fu riaggregato a Veduggio seguendo l'antico modello napoleonico.